# Lioprosopa chlorogramma
Lioprosopa chlorogramma är en fjärilsart som beskrevs av Edward Meyrick 1890. Lioprosopa chlorogramma ingår i släktet Lioprosopa och familjen mott. Inga underarter finns listade i Catalogue of Life.